# 阿克寧頓足球會
阿克寧頓足球會（英語：Accrington Football Club）是一間位於英格蘭蘭開夏郡阿克寧頓的足球會，是英格兰足球联赛的創始成員之一。

## 歷史

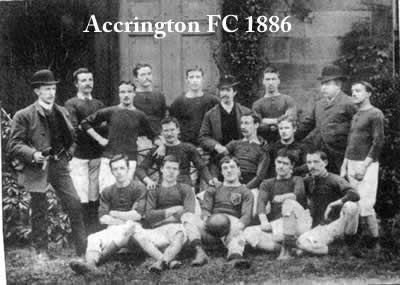
1886年阿克寧頓隊

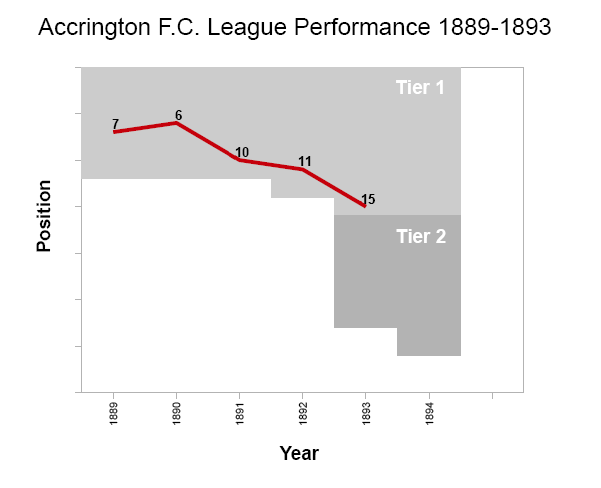
顯示阿克林頓足球會於英格蘭足球聯賽首個賽季（1888-89年）至1892-93年退出聯賽期間的圖表

1878年，阿克林頓足球會於當地一間酒館舉行會議後成立 。 "老紅衫軍"（Owd Reds）在阿克林頓板球會的索尼霍姆路球場（Thorneyholme Road）比賽，該球場至今仍用於足球運動。
1884年，該會因反對英格蘭足球總會的職業化而參與反抗運動，此前一年因支付球員薪金而被英格蘭足球協會驅逐。他們是1888年4月17日成立足球聯賽的十二支始創球會之一。阿克林頓在1889-90球季表現最佳，球隊在聯賽榜上排名第六。然而在1892-93球季排名第十五（共16隊），並在特倫特橋球場（Trent Bridge）以0比1輸給谢菲尔德联後降級。阿克林頓隨後選擇退出聯賽而非參加乙組，成為第一支永久離開足球聯賽的創始球會（斯托克城在1890年未能連任，但一年後重返聯賽）。
阿克寧頓首次參加蘭開夏聯賽後，曾嘗試申請重返足球聯賽，但未獲成功。隨後不久，阿克寧頓足球會面臨財政問題，最終導致其解散。該會在退出聯賽繼續運作至1896年，最終在1月14日以12比0慘敗於達文（Darwen）的蘭開夏高級盃（Lancashire Senior Cup）賽後解散。
直到1921-22年，蘭開夏組合聯賽的阿克寧頓史丹利（原為當地勁敵）才加入聯賽，作為聯賽大幅擴張的一部分，阿克寧頓才再次擁有足球聯賽球會。
1921-22年，蘭開夏聯盟的艾宁顿斯坦利（以前是當地對手）成為該聯賽大幅擴張的一部分，阿克林頓才再次擁有足球聯賽俱樂部。

## 聯賽和盃賽歷史
| 賽季            | 級別            | 排名            | 場次         | 勝           | 和           | 負           | 進球         | 失球         | 積分         | 足總盃 | 備註     |
| --------------- | --------------- | --------------- | ------------ | ------------ | ------------ | ------------ | ------------ | ------------ | ------------ | ------ | -------- |
| 1881–82]        | 沒有聯賽存在    | 沒有聯賽存在    | 沒有聯賽存在 | 沒有聯賽存在 | 沒有聯賽存在 | 沒有聯賽存在 | 沒有聯賽存在 | 沒有聯賽存在 | 沒有聯賽存在 | 第二圈 |          |
| 1882–83         | 沒有聯賽存在    | 沒有聯賽存在    | 沒有聯賽存在 | 沒有聯賽存在 | 沒有聯賽存在 | 沒有聯賽存在 | 沒有聯賽存在 | 沒有聯賽存在 | 沒有聯賽存在 | 第一圈 |          |
| 1883–84         | 沒有聯賽存在    | 沒有聯賽存在    | 沒有聯賽存在 | 沒有聯賽存在 | 沒有聯賽存在 | 沒有聯賽存在 | 沒有聯賽存在 | 沒有聯賽存在 | 沒有聯賽存在 | 第二圈 | 取消資格 |
| 1884–85         | 沒有聯賽存在    | 沒有聯賽存在    | 沒有聯賽存在 | 沒有聯賽存在 | 沒有聯賽存在 | 沒有聯賽存在 | 沒有聯賽存在 | 沒有聯賽存在 | 沒有聯賽存在 | 第一圈 | 取消資格 |
| 1885–86         | 沒有聯賽存在    | 沒有聯賽存在    | 沒有聯賽存在 | 沒有聯賽存在 | 沒有聯賽存在 | 沒有聯賽存在 | 沒有聯賽存在 | 沒有聯賽存在 | 沒有聯賽存在 | 第二圈 |          |
| 1886–87         | 沒有聯賽存在    | 沒有聯賽存在    | 沒有聯賽存在 | 沒有聯賽存在 | 沒有聯賽存在 | 沒有聯賽存在 | 沒有聯賽存在 | 沒有聯賽存在 | 沒有聯賽存在 | 第一圈 |          |
| 1887–88         | 沒有聯賽存在    | 沒有聯賽存在    | 沒有聯賽存在 | 沒有聯賽存在 | 沒有聯賽存在 | 沒有聯賽存在 | 沒有聯賽存在 | 沒有聯賽存在 | 沒有聯賽存在 | 第三圈 |          |
| 1888–89         | 足球联赛        | 7               | 22           | 6            | 8            | 8            | 48           | 48           | 20           | 第一圈 |          |
| 1889–90         | 足球聯賽        | 6               | 22           | 9            | 6            | 7            | 53           | 56           | 24           | 第二圈 |          |
| 1890–91         | 第一圈          | 10              | 22           | 6            | 4            | 12           | 28           | 50           | 16           | 第二圈 |          |
| 1891–92         | 足球聯賽        | 11              | 26           | 8            | 4            | 14           | 40           | 78           | 20           | 第二圈 |          |
| 1892–93         | 甲組聯賽        | 15              | 30           | 6            | 11           | 13           | 57           | 81           | 23           | 第二圈 | 降級     |
| 1893–94         | 蘭開夏聯賽      | 4               | 22           | 11           | 4            | 7            | 51           | 39           | 26           | 第一圈 |          |
| 1894–95         | 蘭開夏聯賽      | 12              | 26           | 10           | 2            | 14           | 62           | 63           | 22           | –      |          |
| 1895–96         | 蘭開夏聯盟      | 紀錄被刪除      | 紀錄被刪除   | 紀錄被刪除   | 紀錄被刪除   | 紀錄被刪除   | 紀錄被刪除   | 紀錄被刪除   | 紀錄被刪除   | –      | 一月解散 |
| 歷屆聯賽成績:   | 歷屆聯賽成績:   | 歷屆聯賽成績:   | 123          | 35           | 33           | 55           | 226          | 314          | 103          |        |          |
| 歷屆足總盃成績: | 歷屆足總盃成績: | 歷屆足總盃成績: | 14           | 5            | 2            | 7            | 24           | 29           |              |        |          |

1. ↑  阿克寧頓擊敗布萊克本公園路 3 比 2，但兩支球隊都被取消資格。
2. ↑  阿克寧頓擊敗南波特中央 3 比 0，但被取消資格。
3. ↑  測試賽後降級（謝菲爾德聯1比0阿克寧頓）/ 退出足球聯賽
4. ↑  包括1893年4月22日對陣謝菲爾德聯的測試賽（謝菲爾德聯1比0擊敗阿克寧頓）
5. ↑  未包括1890年1月18日對陣西布羅姆維奇的比賽（阿克寧頓3比1擊敗西布羅姆維奇），該比賽宣告無效

## 外部連結
- 阿克寧頓於足球聯賽期間的每場比賽結果及聯賽排名
- 足球會歷史數據庫中的阿克寧頓